# Tronsjö
Tronsjö är en bebyggelse vid södra stranden av Runn nordost om Borlänge i Torsångs socken i Borlänge kommun. 2015, men ej 2020 eller 2023, avgränsade SCB här en småort.